# Relaciones Colombia-Suiza
Las relaciones Colombia-Suiza son las relaciones diplomáticas entre la República de Colombia y la Confederación Suiza. Ambos gobiernos mantienen una relación amistosa desde principios del siglo XX.

## Historia
Ambos gobiernos establecieron relaciones diplomáticas en 1908, cuando firmaron el Tratado de amistad y comercio. Suiza arbitró el conflicto limítrofe con Venezuela en 1922. En 1943 la embajada suiza fundó la Fundación Suizo Colombiana.

## Relaciones económicas
Colombia exportó productos por un valor de 446 926 miles de dólares, siendo los principales productos de productos mineros, esmeraldas y banano, mientras que Colombia exportó productos por un valor de 172 227 miles de dólares, siendo los principales productos químicos, maquinaria y cosméticos.

## Representación diplomática
- Colombia tiene una embajada en Berna.[7]
- Suiza tiene una embajada en Bogotá.[8]